# Bulle (Svizzera)
Bulle (toponimo francese; in tedesco Boll, desueto) è un comune svizzero di 22 709 abitanti del Canton Friburgo, nel distretto della Gruyère del quale è capoluogo; ha lo status di città.

## Storia
Il 1º gennaio 2006 ha inglobato il comune soppresso di La Tour-de-Trême.

## Monumenti e luoghi d'interesse

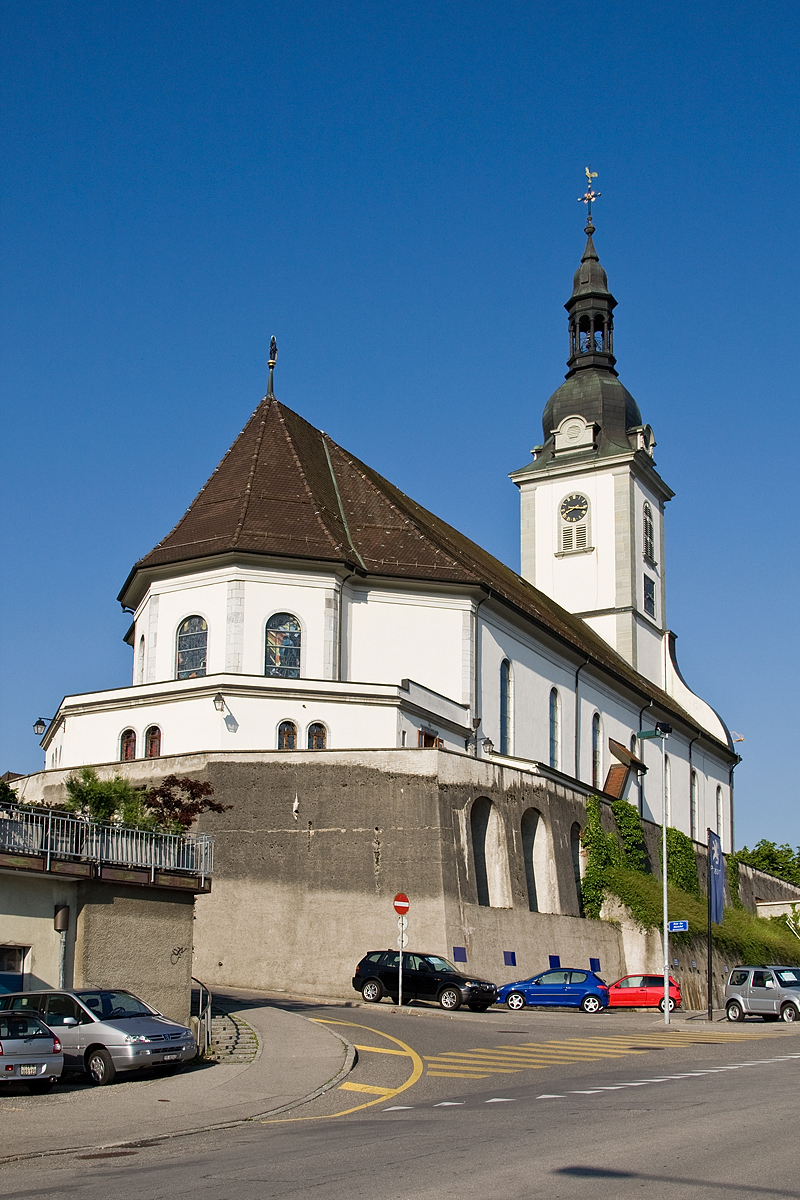
La chiesa cattolica di Saint-Pierre aux Liens

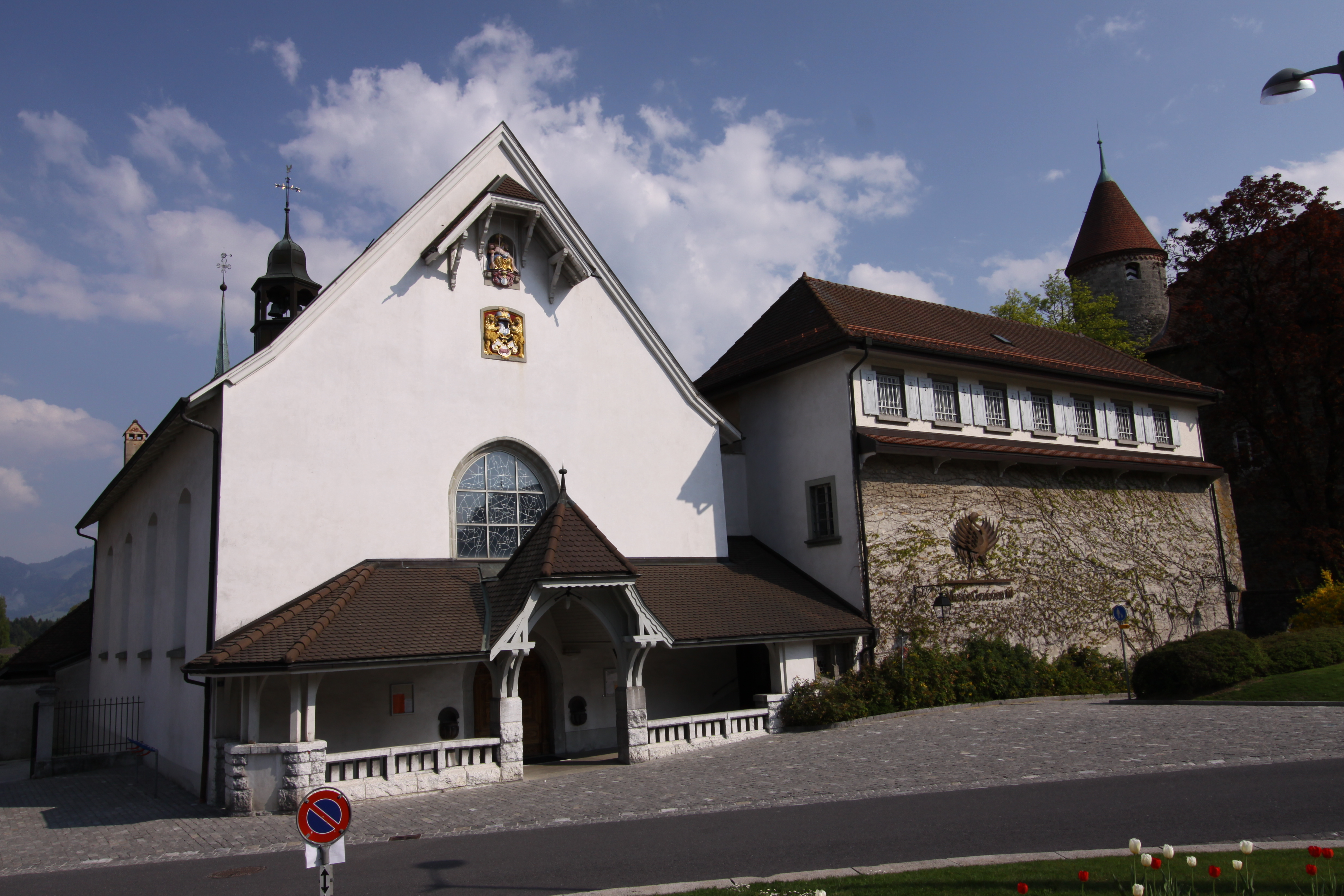
Il santuario di Nostra Signora della Pietà

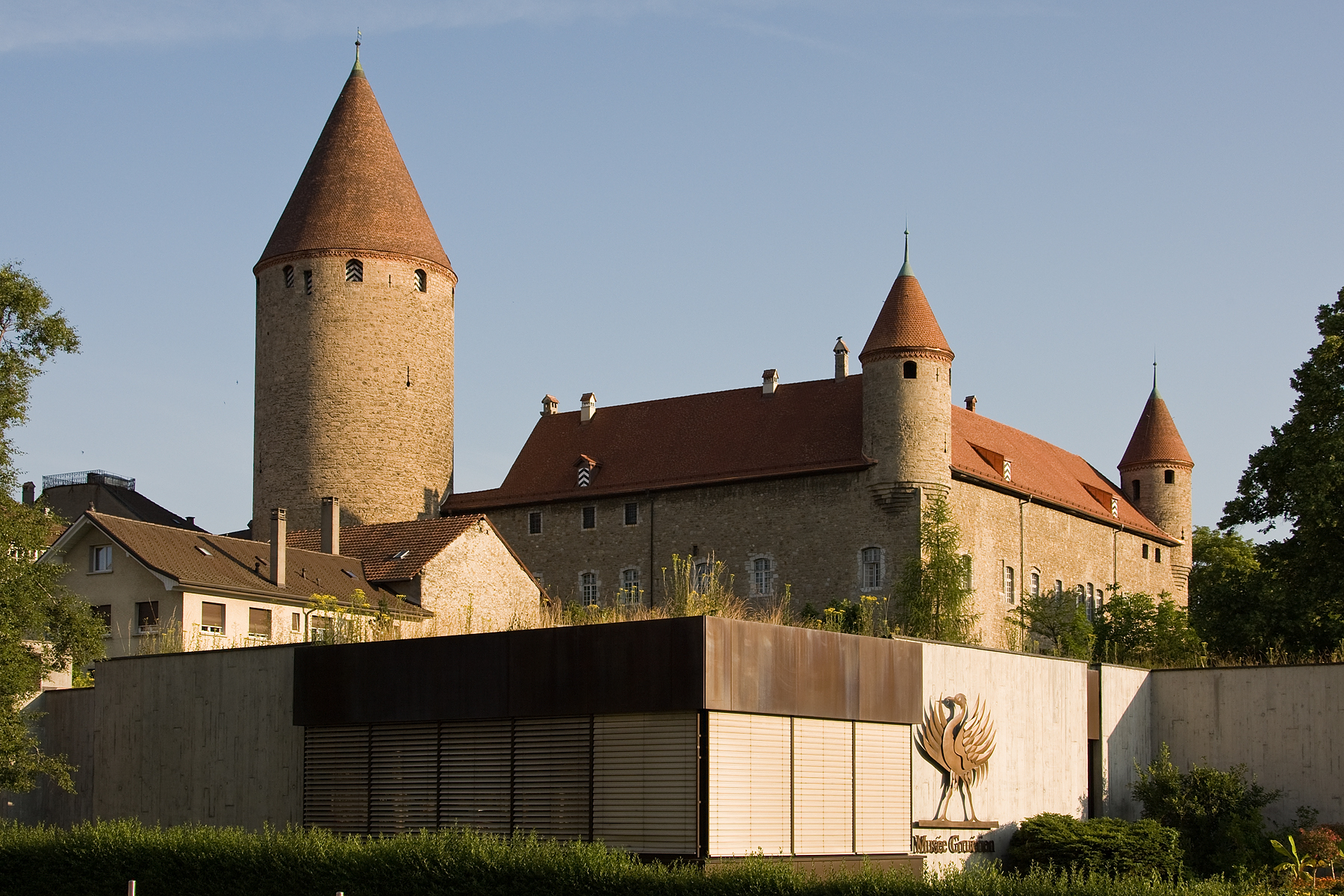
Il castello di Bulle

- Chiesa cattolica di Saint-Pierre aux Liens, ricostruita nel 1750-1751[1];
- Santuario di Nostra Signora della Pietà (o della Compassione), eretto nel 1350 e ricostruito nel 1665[1];
- Castello di Bulle, eretto nel 1273-1301 circa[1].

## Società

### Evoluzione demografica
L'evoluzione demografica è riportata nella seguente tabella:
Abitanti censiti

## Economia
A Bulle ha sede l'azienda metalmeccanica Liebherr; presso la città sorge il monte Moléson, la principale stazione sciistica della Gruyère.

## Infrastrutture e trasporti

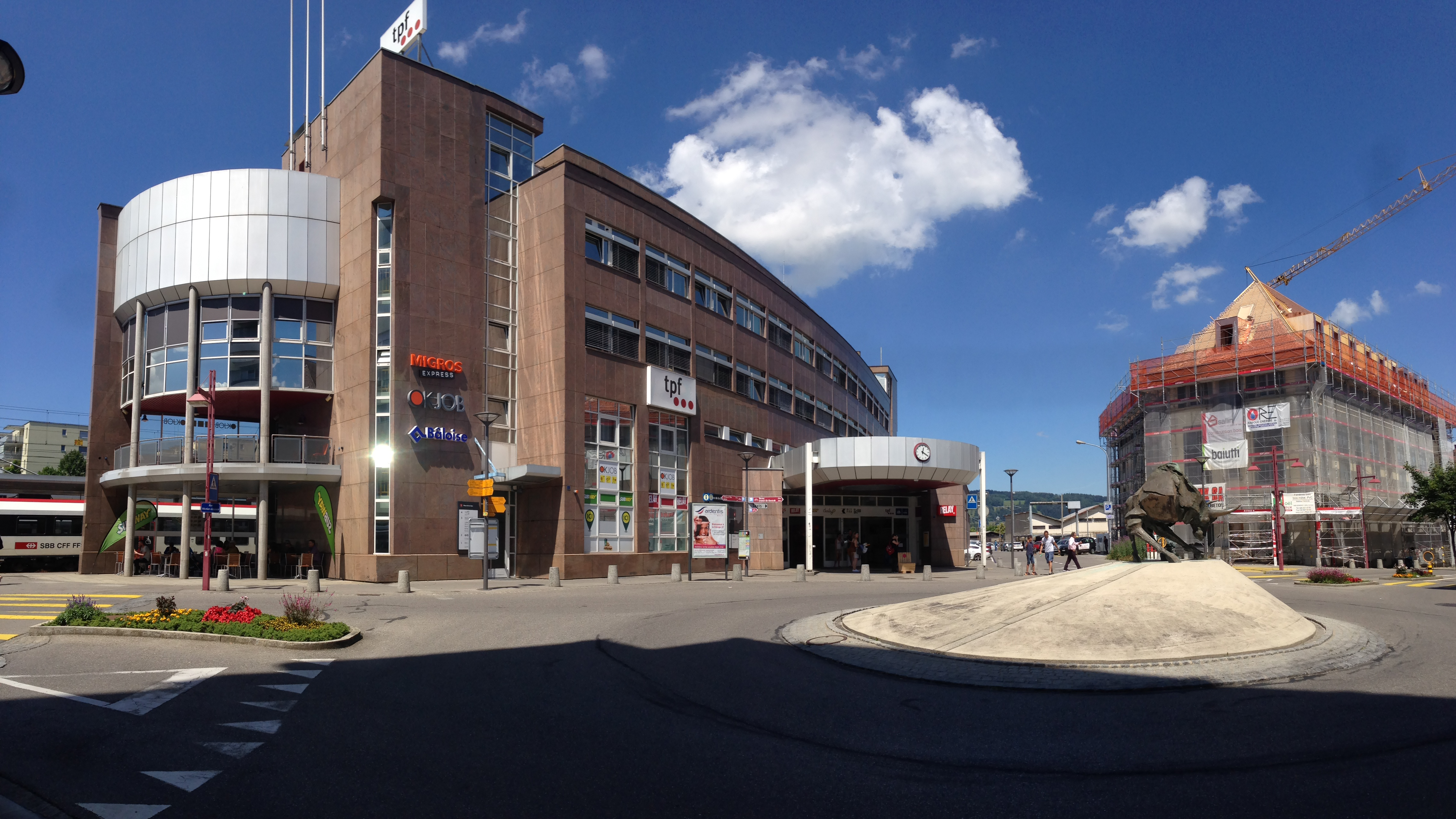
La stazione di Bulle

Bulle è servita dall'omonima stazione e da quelle di La Tour-de-Trême, di La Tour-de-Trême Parqueterie e di La Tour-de-Trême Ronclina sulle ferrovie Bulle-Broc, Palézieux-Montbovon e Bulle-Romont.

## Amministrazione
Ogni famiglia originaria del luogo fa parte del comune patriziale che ha la responsabilità della manutenzione di ogni bene comune.